# Coeluridae
Coeluridae ist der Name einer Familie kleiner, fleischfressender Dinosaurier. Sie war im Oberjura in Nordamerika verbreitet.
Die Arten der Familie waren kleine bis mittelgroße Jäger (1–2 m lang), die durch die langen Hinterbeine und den schlanken Körperbau recht flink waren. Die Greifhände hatten drei Finger mit scharfen Krallen, die Hinterbeine hatten ebenfalls drei Hauptzehen. Die einzigen Gattungen sind Coelurus und Tanycolagreus.

## Einordnung
Lange Zeit wurden alle Saurier der Unterordnung Theropoda, die keiner spezielleren Familie zugeordnet werden konnten, in der Familie der Coeluriden zusammengefasst, so dass sich eine breite Familie nicht sehr verwandter Gattungen ergab. Einige Gattungen, die in der Vergangenheit falsch der Familie zugeordnet waren, sind zum Beispiel der Stenonychosaurus (heute in der Familie Troodontidae) und der Microvenator, der heute den Oviraptoridae zugeordnet wird.
Die hier dargestellte Systematik stammt von Phil Senter, aus dem Jahr 2007, er nimmt an, dass es sich um eine monophyletisches Taxon, also um eine natürliche Verwandtschaftsgruppe, handelt.

## Gattungen
- Coelurus
- Tanycolagreus